# Petko Karavelov
Petko Karavelov (bulharsky Петко Каравелов) (24. března 1843 – 24. ledna 1903) byl vůdčím bulharským liberálním politikem, jenž po čtyři období sloužil jako předseda vlády.

## Život
Narodil se v Koprivštici. Zpočátku byl známějším jeho starší bratr Ljuben, spisovatel a čelný představitel BRÚV. Petko studoval dějiny na Moskevské státní univerzitě a sloužil v ruské armádě během rusko-turecké války. V roce 1878 jej Rusové jmenovali do funkce zástupce guvernéra svištovské gubernie, v níž působil do té doby, než byl zvolen do nového Shromáždění za Liberální stranu.
Poprvé stál v čele vlády v letech 1880–1881 a poté opět v letech 1884–1886. Spolu se Stefanem Stambolovem a dalšími se po abdikaci Alexandra Battenberga v roce 1886 stal členem Regentské rady, zároveň v srpnu tohoto roku sloužil krátce potřetí jako předseda vlády. Období jeho vlády byla charakterizována úzkou vazbou na Rusko.
Jako pravověrný liberál se poté, co se strana rozštěpila, přidružil k Demokratické straně. Oddělil se od svého bývalého spojence Stambolova a v letech 1891–1894 byl vězněn (po obvinění z nabádání k vraždě ministra Christa Belčeva. K moci se vrátil krátce v roce 1901, kdy vedl první kabinet vlády demokratů.